# Il ballo di San Vito
Il ballo di San Vito è il quarto disco pubblicato da Vinicio Capossela, nel 1996.

## Il disco
In quest'album l'autore comincia ad allontanarsi dalle sonorità jazz, che lo avevano contraddistinto fin dal primo album, per darsi ad un repertorio più sperimentale ed estroso. Ne sono un esempio la tarantella di Il ballo di San Vito (pubblicata anche come singolo), il latin rock di Tanco del murazzo, il funk di La notte se n'è andata e l'arabeggiante Contrada Chiavicone. L'accolita dei rancorosi è invece un omaggio al libro La confraternita dell'uva di John Fante, scrittore italoamericano del quale Capossela è un grande estimatore. Il resto dell'album segue più o meno il suo sound più classico. È il primo album di Capossela che conta della partecipazione di Marc Ribot, ma anche il primo di cui il cantautore cura la produzione, insieme al pianista Evan Lurie, il quale ha composto gli arrangiamenti. 
Capossela ha definito così il suo album: «Chi ha il ballo di San Vito non può stare fermo e si muove per la penisola come un rabdomante senza tregua e senza requia e trova luoghi e assenze, desiderio d'altrove e fuoco immediato della strada e di Essere, sempre in ritardo per qualche cosa, afferra vorace e deraglia. (...) Sì, è un disco sull'ubiquità e sui luoghi e io l'ho scritto e realizzato senza una casa, con molte case a disposizione. Molte anime inquiete conosco sparse nel paese, treni lividi di partenza. Tempo perso e tempo guadagnato. Si dice che il pizzicato dalla tarantola possa trovare requie solo nel movimento continuo. (...) Un disco finito è come un circo in cui il primo numero non può fare a meno dell'ultimo, né il pagliaccio può fare a meno dell'acrobata. La scommessa è grande ed è per questo che la perderemo.»

## Tracce
1. Il ballo di San Vito – 3:22
2. Morna – 4:54
3. La notte se n'è andata – 3:45
4. Le case – 2:12
5. Il Corvo Torvo – 3:16
6. Al veglione – 3:11
7. Body Guard – 4:39
8. L'affondamento del Cinastic – 2:50
9. S'Agapò – 0:25
10. Contrada Chiavicone – 2:30
11. L'accolita dei rancorosi – 4:18
12. Pioggia di novembre – 5:12
13. Tanco del murazzo – 5:11

## Formazione

### Il ballo di San Vito
- Alfio Antico - tammorre e sonagli
- Luciano Titi - fisarmonica
- Marc Ribot - chitarra
- Ares Tavolazzi - contrabbasso

### Morna
- Enrico Lazzarini - contrabbasso
- Giancarlo Bianchetti - chitarra
- Marc Ribot - chitarra
- Luciano Titi - fisarmonica
- Paolo Caruso - percussioni

### La notte se n'è andata
- Vinicio Capossela - piano Rhodes
- Davide Graziano - batteria
- Enrico Lazzarini - contrabbasso
- Marc Ribot - chitarra
- Luciano Titi - fisarmonica
- Marco Tamburini - tromba
- Piero Odorici - sassofono tenore
- Michele Vignali - sax alto

### Le case
- Giampaolo Casati - tromba
- Enrico Guerzoni - violoncello
- Piero Odorici - sax alto

### Il corvo torvo
- Davide Graziano - batteria
- Ares Tavolazzi - contrabbasso
- Roberto Rossi - trombone
- Marc Ribot - chitarra

### Al veglione
- Ellade Bandini - batteria

- Enrico Lazzarini - contrabbasso
- Marc Ribot - chitarra
- Giancarlo Bianchetti - chitarra
- Roberto Rossi - trombone
- Giancarlo Giannini - trombone
- Marco Tamburini - tromba
- Giampaolo Casati - tromba
- Piero Odorici - sassofono tenore
- Michele Vignali - sax alto
- Gianfranco Verdini - tuba
- Rudi Trevisi - clarino

### Body Guard
- Davide Graziano - batteria
- Ares Tavolazzi - contrabbasso
- Marc Ribot - chitarra
- Gianluca Senatore - chitarra
- Roberto Rossi - trombone
- Marco Tamburini - tromba
- Piero Odorici - sassofono tenore
- Michele Vignali - sax alto
- Vinicio Capossela - piano Rhodes

### L'affondamento del Cinastic
- Carlo Baldini - tip tap
- Ares Tavolazzi - contrabbasso

### Contrada Chiavicone
- Davide Graziano - batteria
- Enrico Lazzarini - contrabbasso
- Flavio Piscopo - percussioni
- Luciano Titi - fisarmonica
- Piero Odorici - sassofono tenore
- Marco Tamburini - tromba
- Roberto Rossi - trombone
- Massimo Giuntini - bombarda
- Marc Ribot - chitarra
- Michele Vignali - sassofono baritono, sax alto

### L'accolita dei rancorosi
- Vinicio Capossela - piano preparato
- Ellade Bandini - batteria
- Giancarlo Bianchetti - chitarra
- Marc Ribot - chitarra
- Enrico Lazzarini - contrabbasso
- Achille Succi - clarinetto basso
- Evan Lurie - percussioni

### Pioggia di novembre
- Ares Tavolazzi - contrabbasso
- Luciano Titi - armonium
- La Crus - intonarumori

### Tanco del murazzo
- Gianluca Senatore - chitarra
- Marc Ribot - chitarra
- Ares Tavolazzi - contrabbasso
- Massimo Messaggi - congas